# Christchurchi Botanikus Kert

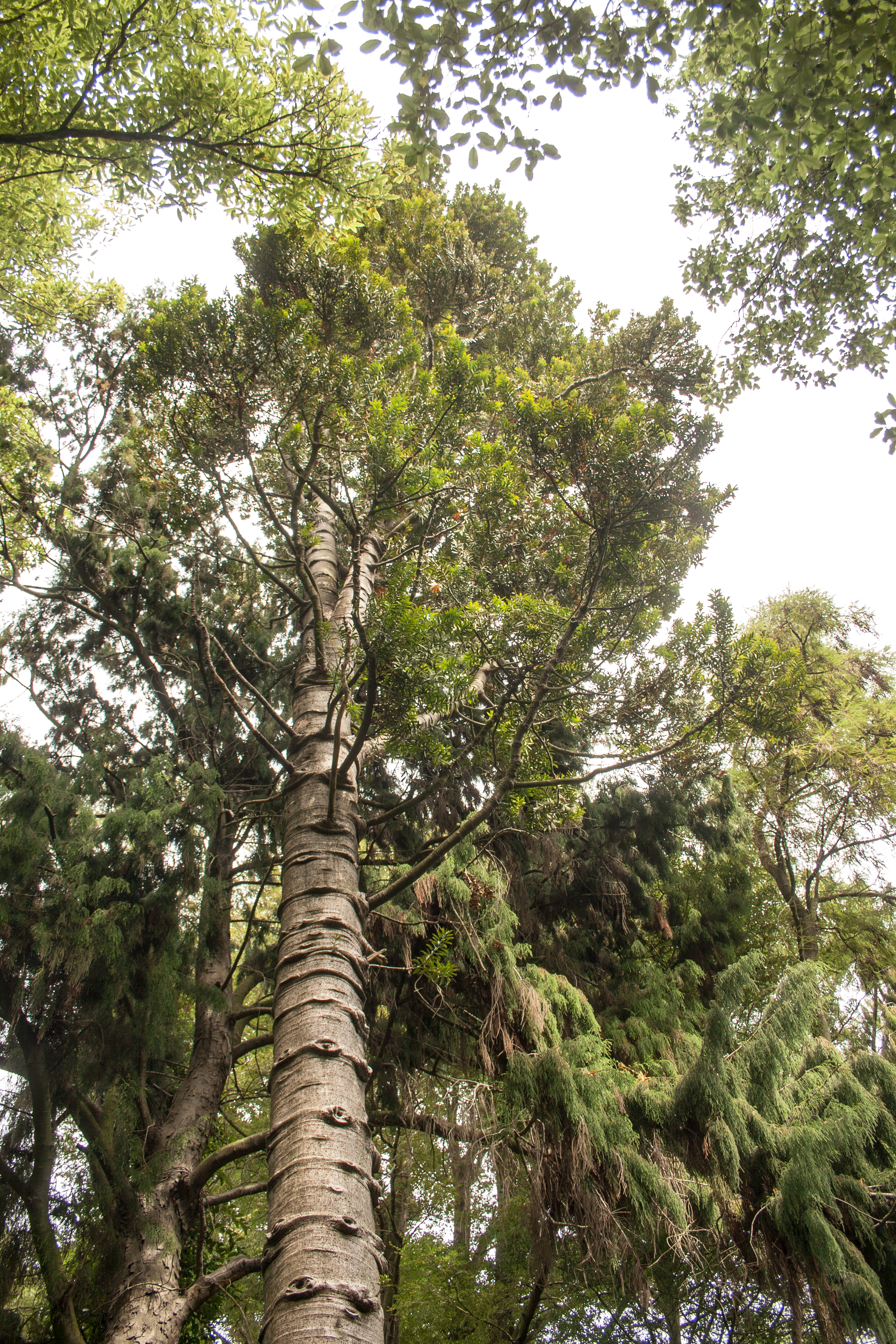
Fiatal kaurifenyő a botanikus kert új-zélandi szekciójában

A  Christchurchi Botanikus Kert Új-Zéland egyik legrégebbi és legnagyobb botanikus kertje a déli-szigeti Christchurch városában. Gyűjteményében az új-zélandi őshonos növényzet gazdag gyűjteménye mellett a helyi lakosság szempontból egzotikus, európai és észak-amerikai növények is megtekinthetők.

## Elhelyezkedése
A botanikus kert a város központja mellett fekvő nagy Hagley park közepén, az Avon folyó patkó alakú kanyarulatában helyezkedik el. Közvetlenül csatlakozik a Canterbury Museum épülettömbjéhez. Területe 21 hektár.

## Története
A mai Christchurch közepén elterülő Hagley park és benne a botanikus kert területét az 1850-ben megindult szervezett európai bevándorlás kezdeteitől fogva közösségi tulajdonban, kezdetben az Angliából induló kivándorlást szervező Canterbury Association, később a Canterbury Provincial Council kezében tartották. A mai botanikus kert területének neve eredetileg Government Domain volt. Kezelésére 1859-60 fordulóján nevezték ki az első főkertészt  Enoch Barker személyében. 1861-ben megalakult a Christchurch Horticultural Society, a helyi kertészeti társaság.
1864-ben kezdték meg a park kialakítását, a folyópart rendezését, sétaút építését, és egy kis szigetet is kialakítottak a folyóban. Joseph Armstrong összeírta a park területén található helyi növényfajokat. 1866-ban jelent meg először a botanikus kert elnevezés azzal, hogy elhatárolták annak területét és megkezdték betelepítését. Ettől kezdve a gyűjtemény évről évre gyarapodott különleges növényekkel. 1875-ben kialakították az új-zélandi növényeket bemutató kertrészt, ami ma is a botanikus kert egyik legfontosabb egysége. Az évek során több jelentős „támadást” is sikerült visszaverni a közvélemény erejével, amikor utat, vasutat, marhapiacot vagy más létesítményeket akartak építeni a területen.
1898-ban nagy tűz pusztított a kertben 5 és fél hektáron. 1945-ben egy szokatlan hóvihar okozott súlyos károkat a növényzetben. Ennek ellenére a növénygyűjtemények folyamatosan fejlődtek. 1946-ban H. M. Garrick 1100 darabból álló szukkulens- és kaktuszgyűjteményt ajándékozott a parknak, W. B. Brockie pedig a Campbell-szigeteken gyűjtött, nagyrészt ott endemikus növényekből álló gyűjteményét adta át a botanikus kert sziklakertje számára. 1955-ben egy primula-kertet alakítottak ki, valamint elültették a törpe rododendronok gyűjteményét.
A 2011-es christchurchi földrengés súlyosságára jellemző, hogy nem csak a park épületeiben okozott jelentős károkat, hanem egy sor fát is ki kellett vágni, mert azok veszélyesen megdőltek, meglazultak. 2011 júliusában egy súlyos hóvihar is fokozta a károkat. Az újjáépítés azonban itt is hamarosan megindult, a földrengés emlékének egy kertrészletet szenteltek, a leomlott épületek egy részének a helyén pedig impozáns új látogatóközpontot építettek 2014 áprilisára.

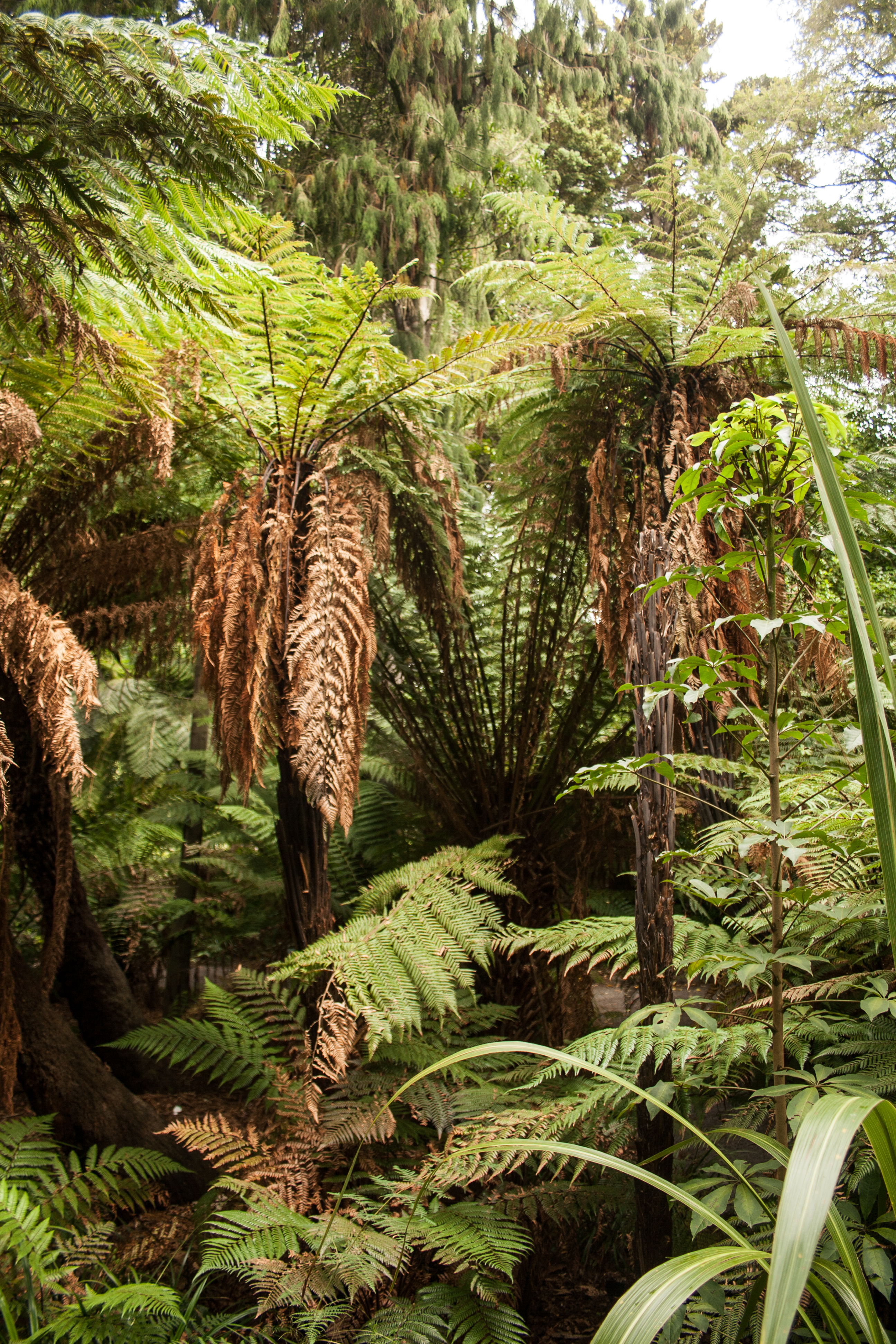
Dicksonia squarrosa
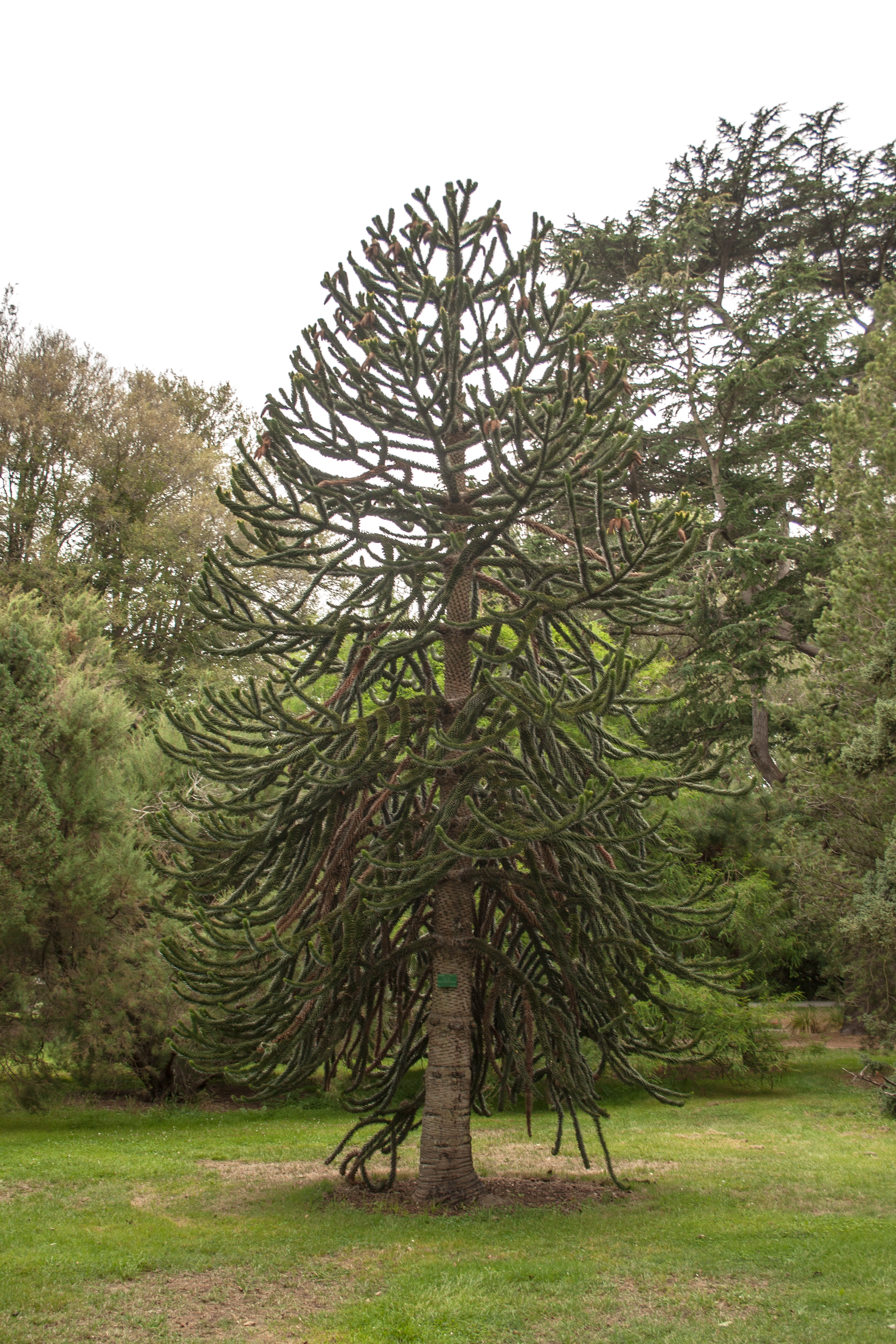
Araucaria araucana
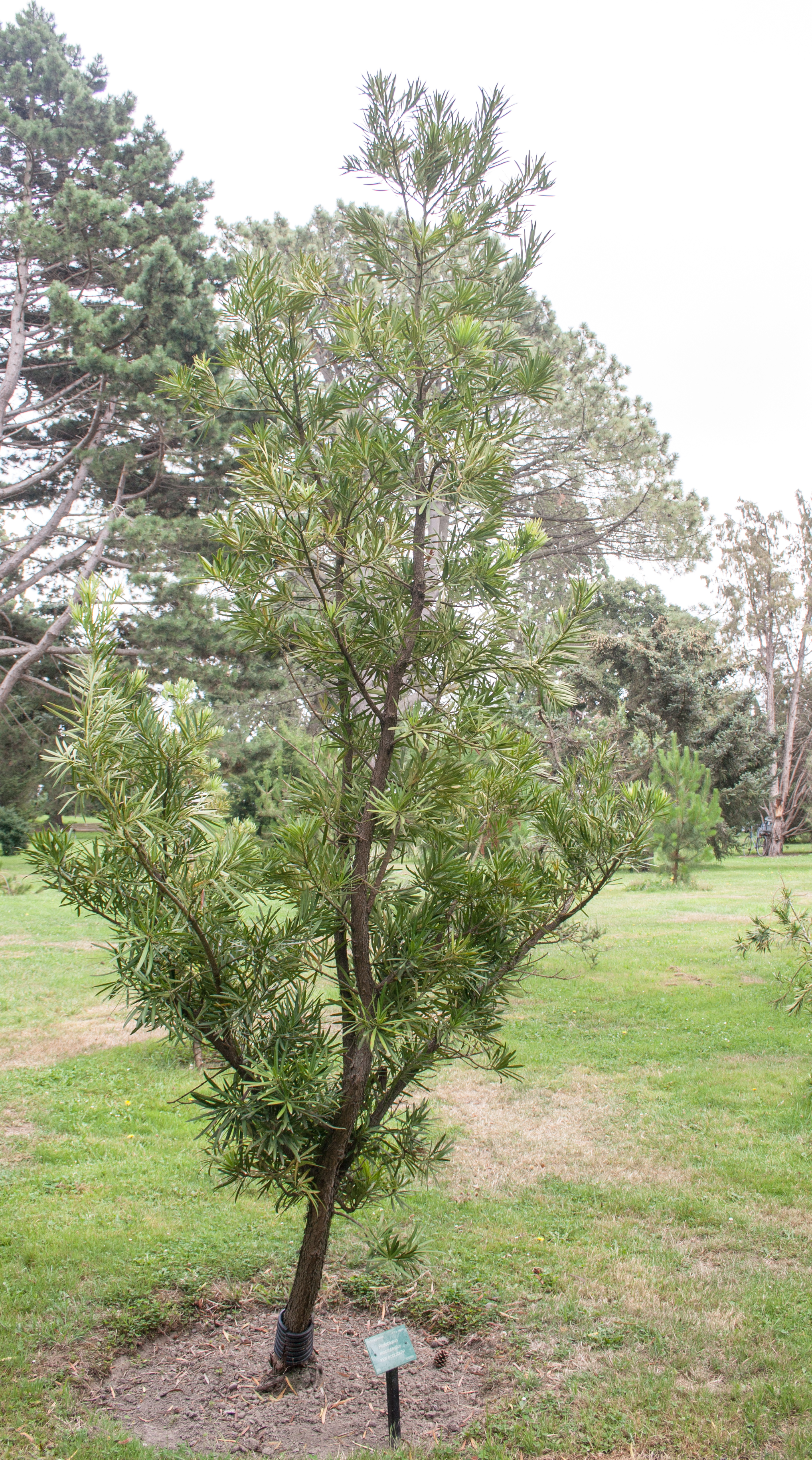
Podocarpus macrophyllus
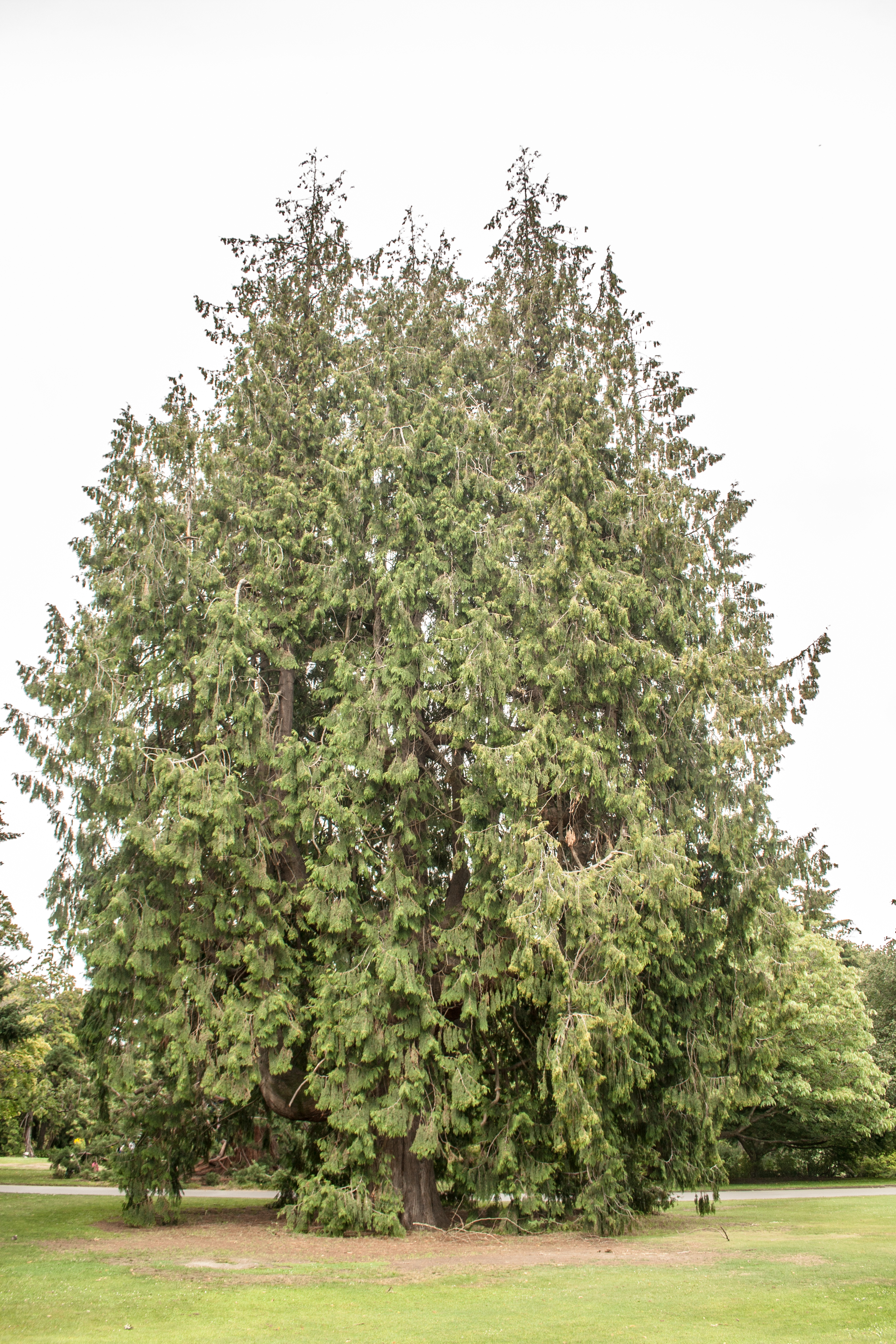
Thuja plicata